# Viola sacchalinensis
Viola sacchalinensis là một loài thực vật có hoa trong họ Hoa tím. Loài này được H.Boissieu miêu tả khoa học đầu tiên năm 1910.